# Untriacontane
L'untriacontane ou hentriacontane est un hydrocarbure linéaire de la famille des alcanes de formule brute C31H64.
Il possède de nombreux isomères, dont le 11-décylheneicosane.
Il est utilisé pour les bougies en parrafine solide.